# Eucilmus insignicornis
Eucilmus insignicornis là một loài bọ cánh cứng trong họ Cerambycidae.